# Austrocylindropuntia yanganucensis
Austrocylindropuntia yanganucensis  (Rauh & Backeb.) E.F.Anderson es una especie fanerógama perteneciente a la familia Cactaceae. Actualmente es considerado un sinónimo de Austrocylindropuntia floccosa. 

## Distribución
Se encuentra en  Perú: en (Ancash).

## Descripción
Es un cactus en forma de cojín con segmentos elipsoidales, de hasta 5 cm de largo con hojas de hasta 1 cm de largo (1 cm)con 1 a 4 espinas desiguales, la más larga hasta 2 cm de largo. Tiene pequeñas flores rojas.

## Taxonomía
Austrocylindropuntia yanganucensis fue descrita por (Rauh & Backeb.) E.F.Anderson  y publicado en Cactus and Succulent Journal 71(6): 324. 1999
Etimología
Austrocylindropuntia: nombre genérico con el prefijo australis = "sur" y el nombre del género Cylindropuntia con lo que alude a que es la "Cylindropuntia del Sur".
yanganucensis: epíteto que se refiere a la presencia de la especie en el valle de la Quebrada de Llanganuco, en la Región de Ancash de Perú.
Sinonimia
- Tephrocactus yanganucensis Rauh & Backeb. in Backeb.
- Opuntia yanganucensis (Rauh & Backeb.) G.D.Rowley [5]